# Toby Stephens

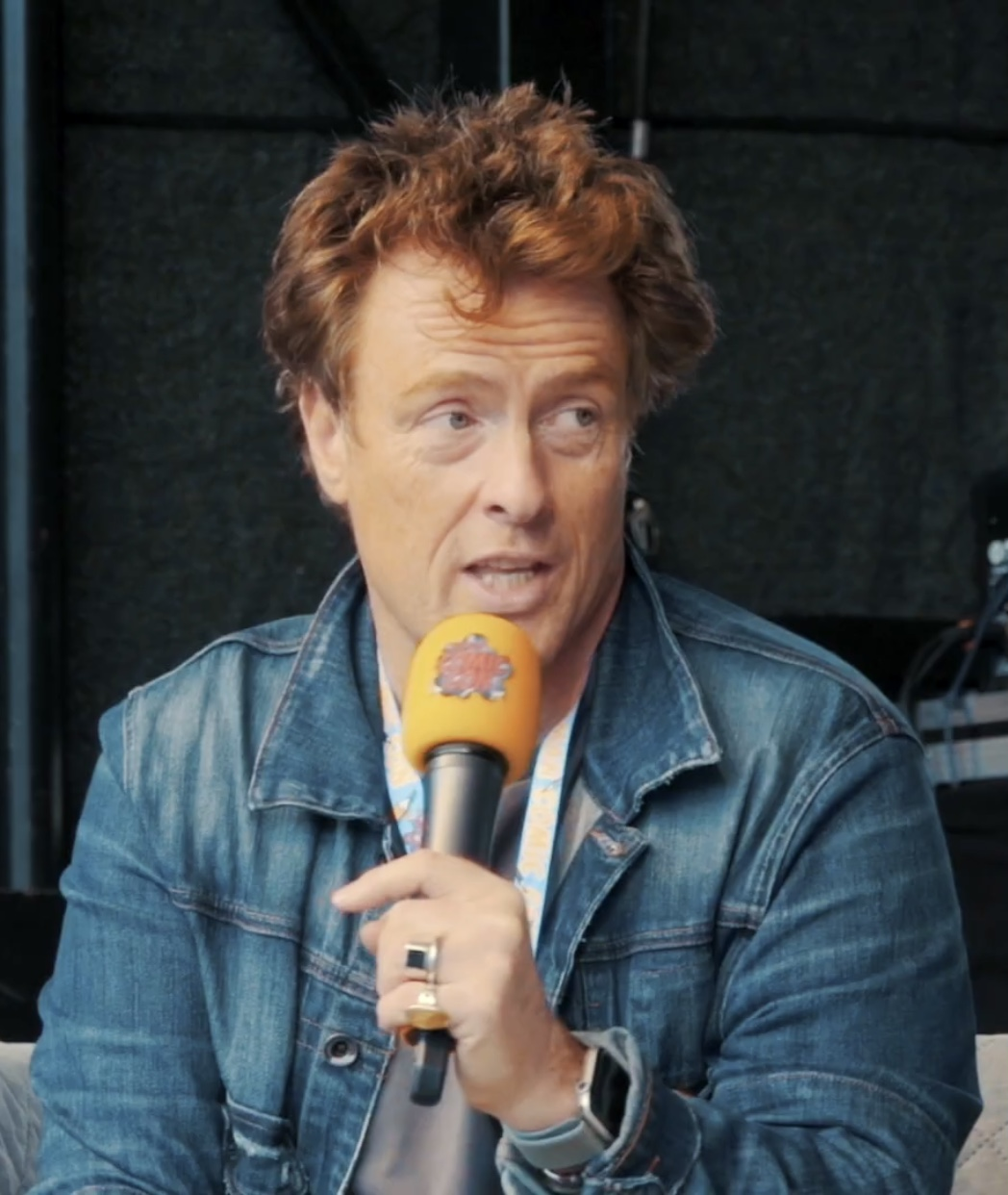
Toby Stephens (2021)

Toby Stephens (* 21. April 1969 in London) ist ein britischer Schauspieler.

## Familie
Stephens ist der Sohn des Schauspielerehepaars Maggie Smith und Robert Stephens. Sein Bruder Chris Larkin ist ebenfalls Schauspieler, seine Stiefmutter ist die Schauspielerin Patricia Quinn. Er ist seit 2002 mit der Schauspielerin Anna-Louise Plowman verheiratet. Ein gemeinsamer Sohn wurde 2007, 2009 und 2011 zwei gemeinsame Töchter geboren.

## Karriere
Stephens erhielt eine Ausbildung als Schauspieler am „Aldro and Seaford College“ und an der London Academy of Music and Dramatic Art (LAMDA). Seine Filmkarriere begann mit der Rolle des Othello in der Verfilmung von Orlando von 1992.
Sein Debüt am Theater gab Stephens ebenfalls 1992 am West End theatre als Damis in Molières Tartuffe. Seitdem steht er fast jährlich in London auf der Theaterbühne. Er spielte unter anderem am London Palladium, dem Old Vic Theatre und war zeitweise Mitglied der Royal Shakespeare Company (RSC).
1998 spielte er in den beiden Racine-Inszenierungen des Almeida Theatre den Nero im Britannicus sowie den Hippolytus in Phèdre, die nach Aufführungen am Albery Theatre (jetzt Noël Coward Theatre) im folgenden Jahr in der New York Brooklyn Academy of Music gezeigt wurden. 2004 spielte Stephens die Rolle des Hamlet in der RSC-Produktion, 2009 die männliche Hauptrolle an der Seite von Gillian Anderson in Zinni Harris’ Adaption von Henrik Ibsens Theaterstück Nora oder Ein Puppenheim am Donmar Warehouse. 2010 hatte er in der Rolle des Georges Danton sein Debüt im von Michael Grandage inszenierten Büchner-Stück Dantons Tod am Royal National Theatre. 2017 verkörperte er im Lyttleton Theatre die Rolle des Tony Blair in der Uraufführung von Oslo, einem Stück des US-amerikanischen Autors J.-T. Rogers.
Zudem spielte Stephens in zahlreichen Fernseh- und Radioproduktionen der BBC und anderer Sender. Von 2014 bis 2017 spielte er in vier Staffeln die Rolle von James McGraw/Captain Flint in der Fernsehserie Black Sails des US-amerikanischen Kabelsenders Starz, die die Vorgeschichte von Robert Louis Stevensons Die Schatzinsel erzählt. In weiten Kreisen wurde Stephens durch die Rolle des Gustav Graves im James-Bond-Film Stirb an einem anderen Tag. Es folgten weitere Film- und Fernsehrollen. 2002 war er in zwei Episoden des vierteiligen Historien-Fernsehfilms Napoleon als Zar Alexander I. zu sehen. 2021 spielte er Damien Cray in der Amazon-Prime-Serie Alex Rider. Sein Schaffen umfasst mehr als 50 Produktionen.

## Filmografie (Auswahl)
- 1992: Orlando
- 1996: Was ihr wollt (Twelfth Night)
- 1996: The Tenant of Wildfell Hall
- 1997: Der Elfengarten (Photographing Fairies)
- 1998: Cousine Bette (Cousin Bette)
- 1999: Onegin – Eine Liebe in St. Petersburg (Onegin)
- 2000: Space Cowboys
- 2000: Der große Gatsby (The Great Gatsby, Fernsehfilm)
- 2002: James Bond 007 – Stirb an einem anderen Tag (Die Another Day)
- 2002: Besessen (Possession)
- 2002: Napoleon (Miniserie, Episode 1x03)
- 2003: Agatha Christie’s Poirot – Das unvollendete Bildnis (Five Little Pigs) (Fernsehserie, 1 Episode)
- 2003: Cambridge Spies (Miniserie, 4 Episoden)
- 2005: Aufstand der Helden (Mangal Pandey: The Rising)
- 2006: Severance
- 2006: Jane Eyre (Miniserie, 4 Episoden)
- 2006: Das letzte Gefecht (Sharpe’s Challenge)
- 2009: Robin Hood (Fernsehserie, 3 Episoden)
- 2010: Agatha Christie’s Marple: Fernsehserie, Staffel 5, Folge 3: Die blaue Geranie (The Blue Geranium)
- 2010, 2012: Vexed (Fernsehserie, 9 Episoden)
- 2013: The Deadly Game
- 2013: Believe
- 2013: The Machine
- 2014–2017: Black Sails (Fernsehserie, 38 Episoden)
- 2015: Und dann gabs keines mehr (And Then There Were None, Miniserie)
- 2016: 13 Hours: The Secret Soldiers of Benghazi
- 2016: The Journey
- 2018–2021: Lost in Space – Verschollen zwischen fremden Welten (Lost in Space, Fernsehserie, 28 Episoden)
- 2018: Hunter Killer
- 2019: Summer of Rockets (Fernsehserie, 7 Episoden)
- 2021: Alex Rider (Fernsehserie, 6 Episoden)
- 2024: Percy Jackson: Die Serie (Fernsehserie, 2 Episoden)

## Auszeichnungen
- 1994: Ian Charleson Award – Bester klassischer Schauspieler unter 30 Jahren (Coriolanus)
- 1994: Sir John Gielgud Award – bester Schauspieler (Coriolanus)
- 1999: Theatre World Award – Debüt am Broadway (Ring Round the Moon)
- 2003: Saturn Award – Nominierung für den besten Nebendarsteller (in einem Film)
- 2007: Satellite Award – Nominierung als bester Darsteller in einer Miniserie (Jane Eyre)